# Borgå järnvägsstation

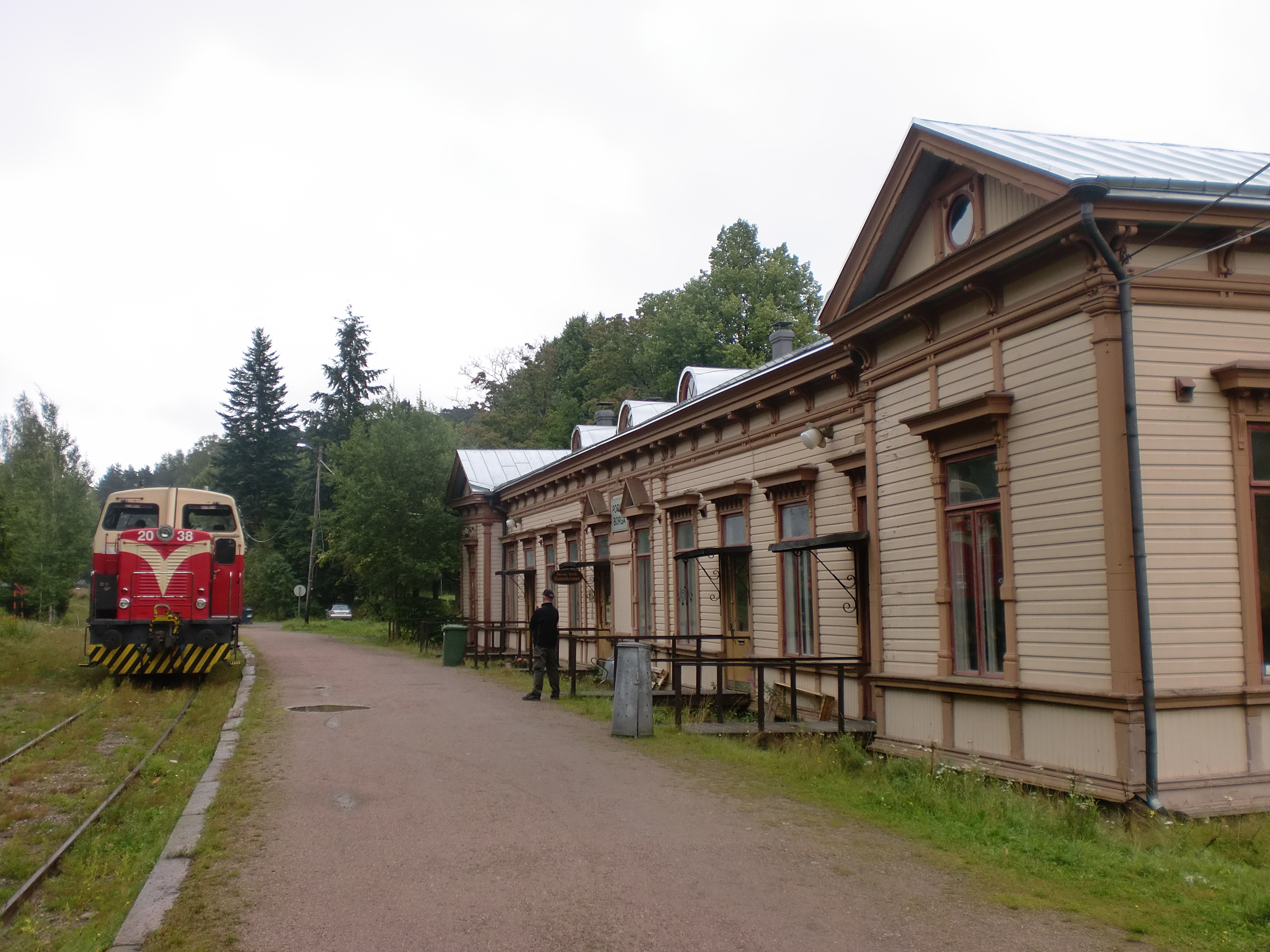
Diesellok Valmet/Lokomo littera VR Dv16 på Borgå järnvägsstation, 2016

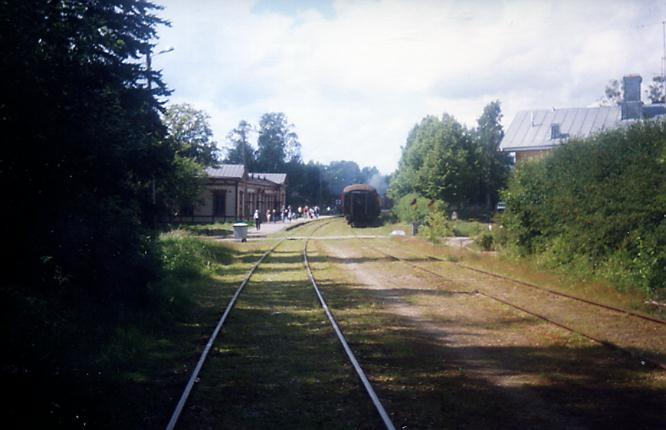
Borgå järnvägsstation

Borgå järnvägsstation är en järnvägsstation på Borgåbanan i Borgå i Finland. 
Järnvägsstationen byggdes i trä i nyrenässansstil efter ritningar av arkitekterna R. Björnberg och Waldemar Aspelin och öppnades 1874. Statsjärnvägarnas passagerartrafik till stationen lades ner år 1981 och godstrafik år 1990. Numera har stationen endast museitågtrafik på Borgå museijärnväg. 
Borgå är Finlands största stad utan persontrafik på järnväg.

## Bildgalleri

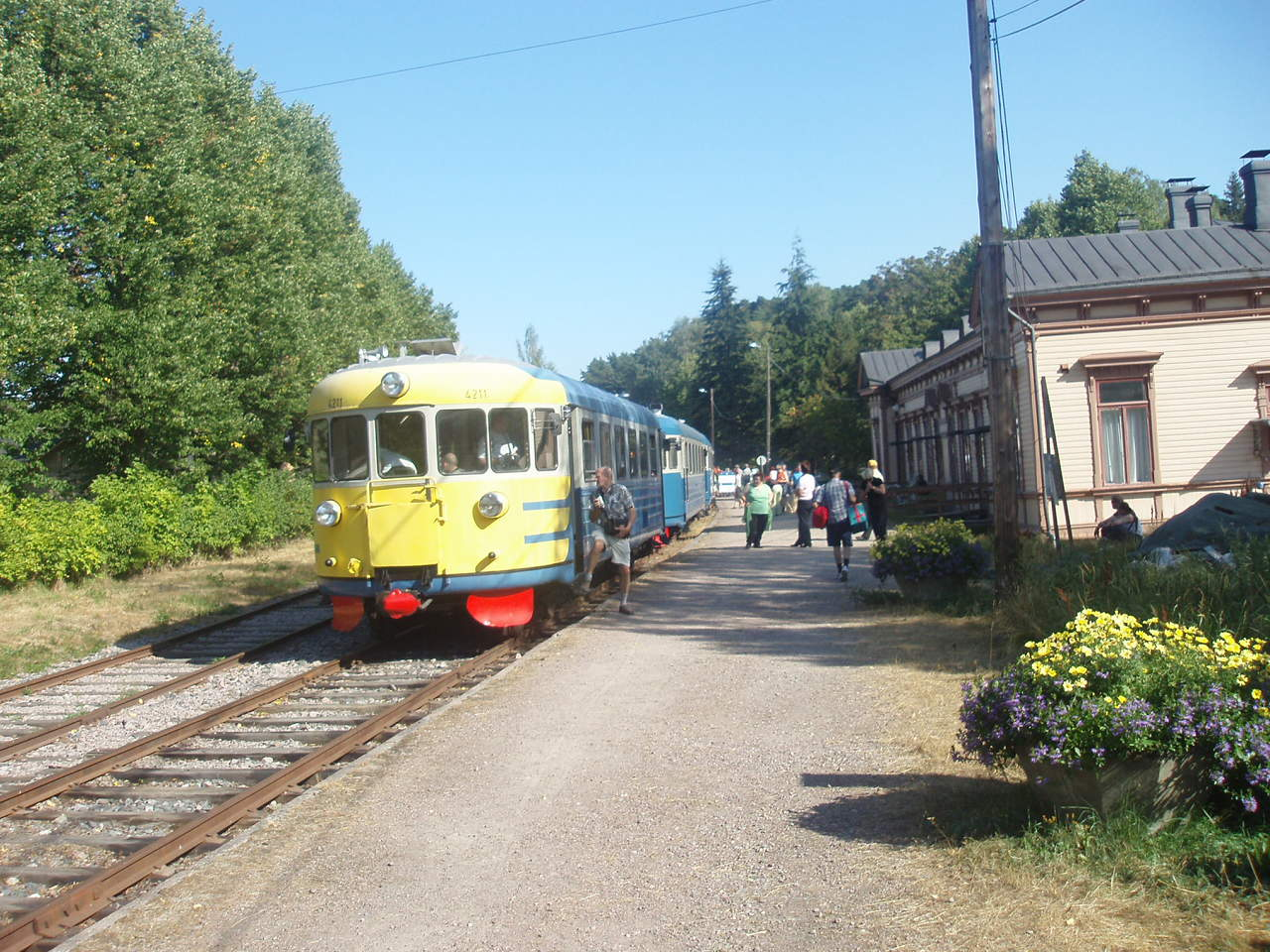
VR Dm7-rälsbuss på Borgå museijärnväg, 2006
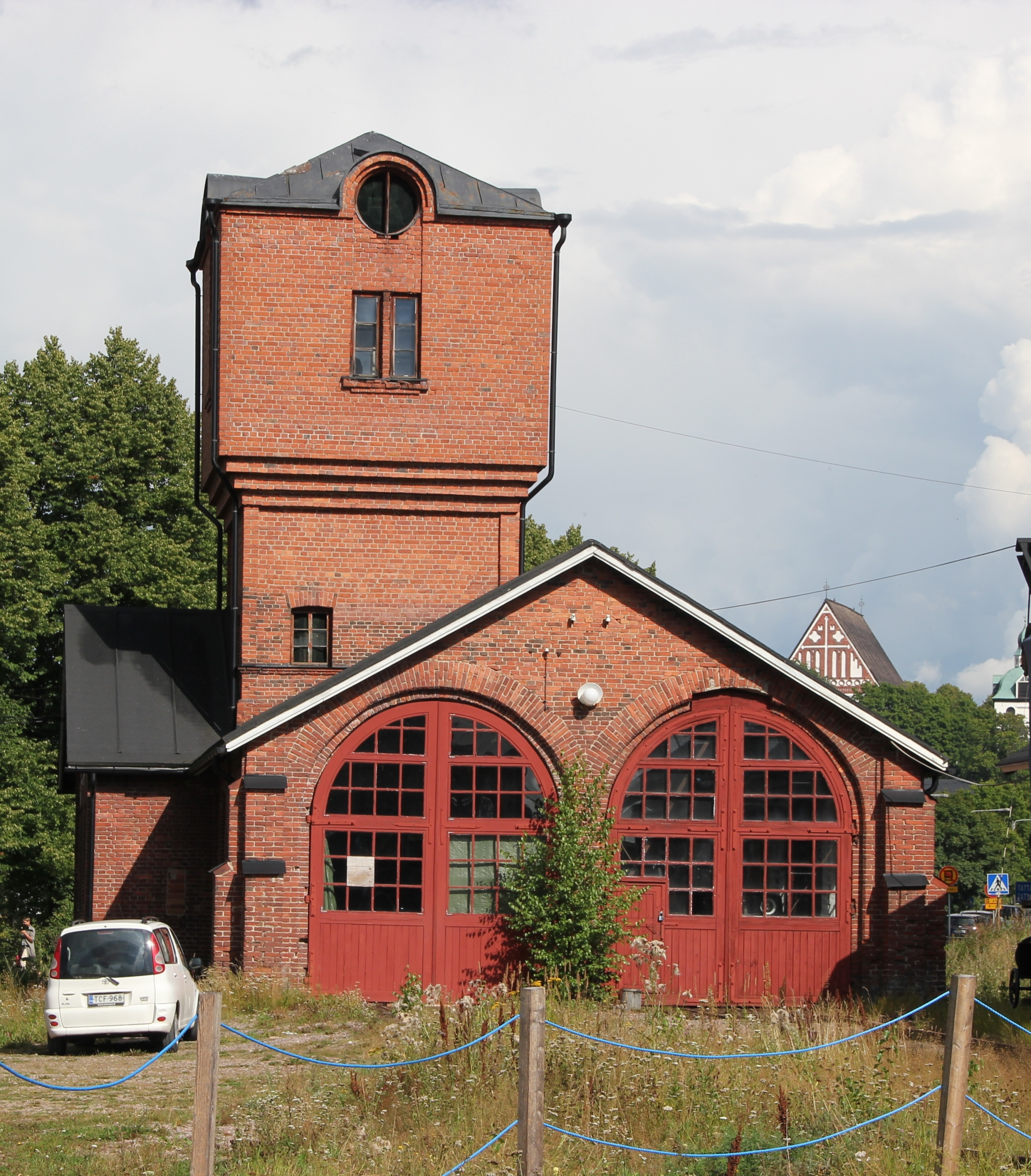
Gamla lokstallet
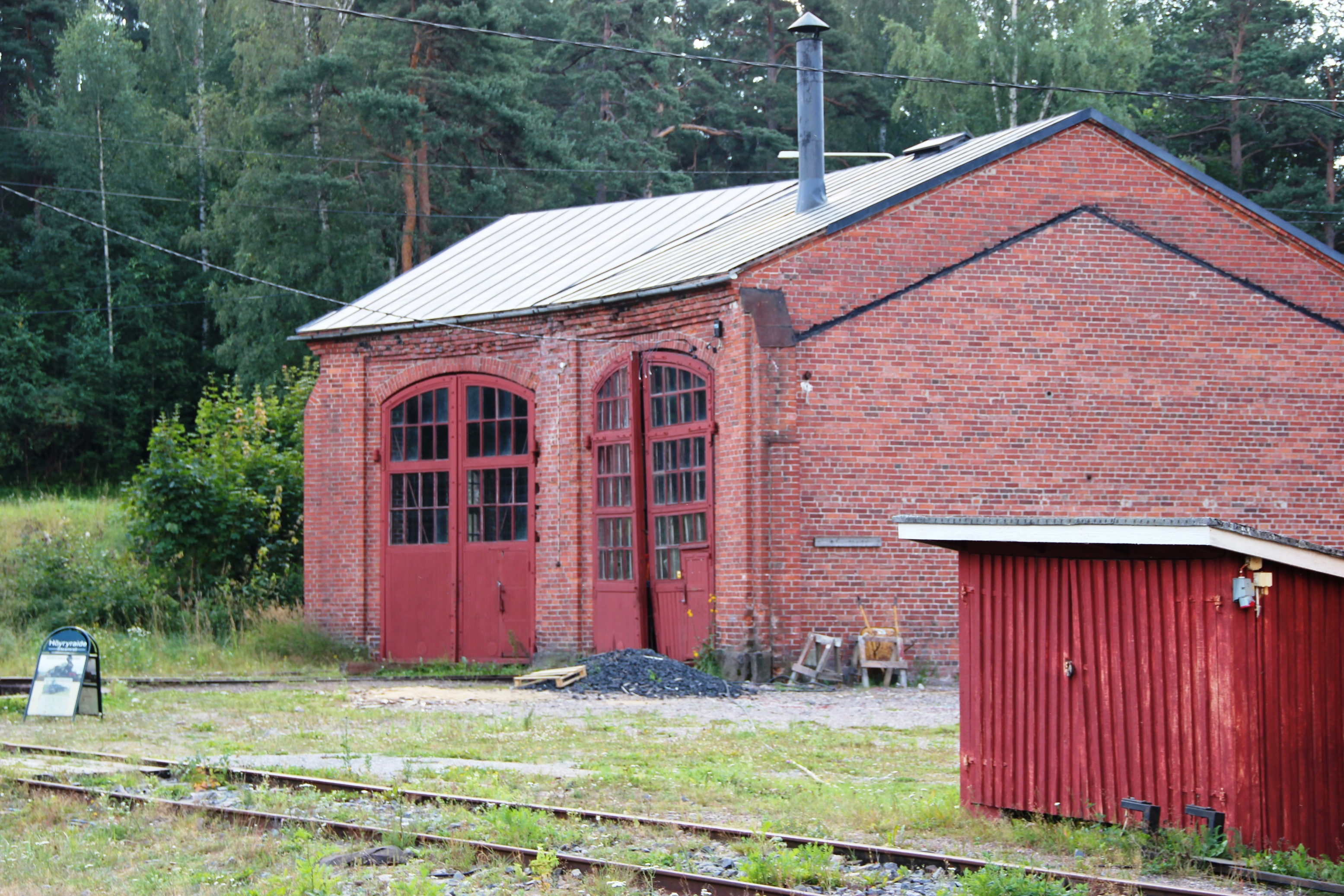
Lokstallet